# Улица Гоголя (Симферополь)
Улица Гоголя — улица в центральном районе Симферополя. Названа в честь великого русского писателя Николая Гоголя (1809—1852). Общая протяжённость — 2,1 км.

## Расположение
Улица берёт начало от Севастопольской улицы, заканчивается переходом в Товарный переулок. Общая протяжённость улицы составляет 2,1 км. Пересекается проспектом Кирова, улицами Пушкина, Героев Аджимушкая, Жуковского, Желябова и переулком Маяковского.

## История

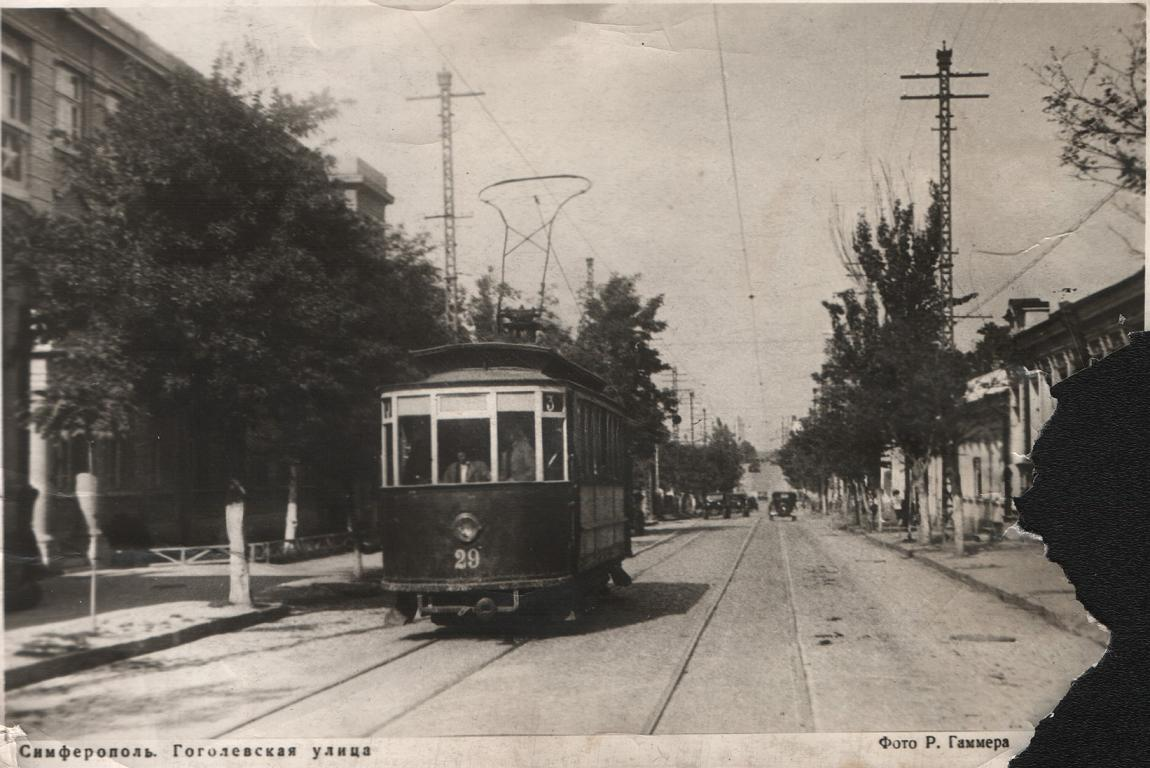
Трамвайное движение на Гоголевской улице, 1930-е годы

Первоначально улица называлась Комендантской. 12 февраля 1902 года улицу переименовали в Гоголевскую. После окончания Великой Отечественной войны улица стала называться — улицей Гоголя. Основная застройка улицы пришлась на конец XIX — начало XX века.
С 1914 года по территории улицы проходило трамвайное движение. Трамвайное движение полностью прекратилось в 1970-е годы.
Газета «Известия Симферопольского военно-революционного комитета» за 13 апреля 1919 года так описывала встречу Красной Армии с горожанами, произошедшую двумя днями ранее: «улица была густо запружена народом: шествие направилось к вокзалу, имея в голове и в середине по оркестру духовой музыки. Тротуары, окна, трамвайные столбы и заборы — все было усеяно гражданами и гражданками города».

## Здания и сооружения
- № 4 — гостиница «Северная»[2]
- № 7 — Дом доходный Н. Н. Шнейдера

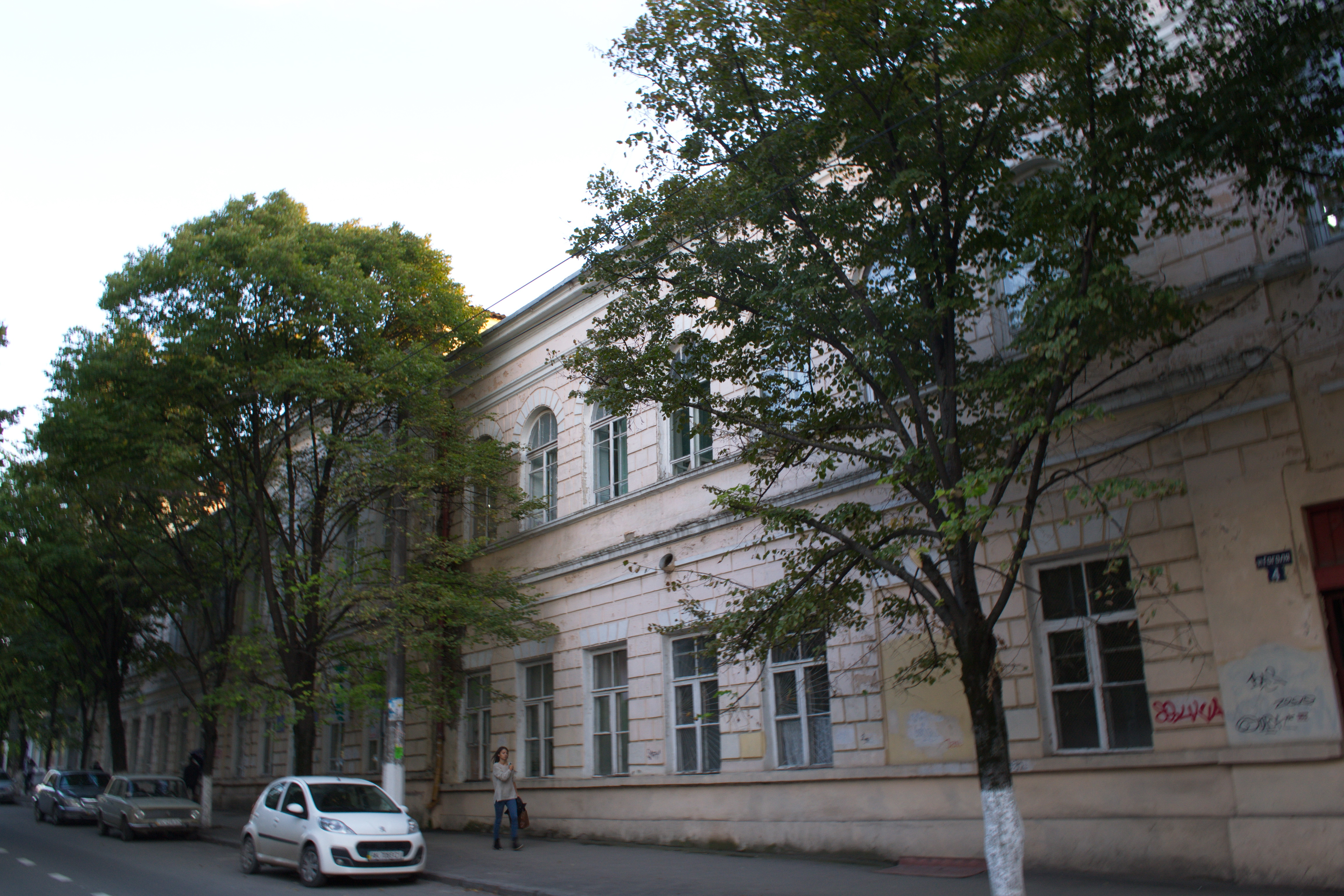
Гостиница «Северная»

- № 11 — Дом Кесслеров и Дом братьев Левитанов
- № 12 — Крымский этнографический музей (приют для девочек графини Адлерберг)
- № 14 — Центральный музей Тавриды
- № 16 — Храм Трёх Святителей
- № 14 — окружной суд[2]
- № 26 — Станция юных техников, мемориальная доска о работе К. В. Н. Касаткина
- № 39 — явочная квартира подпольного горкома ВКП(б) в годы Великой Отечественной войны. Мемориальная доска установлена в 1976 году[2]
- № 45 — дом жилой, мемориальная доска о проживании в 1922—1925 годах поэта С. П. Щипачёва

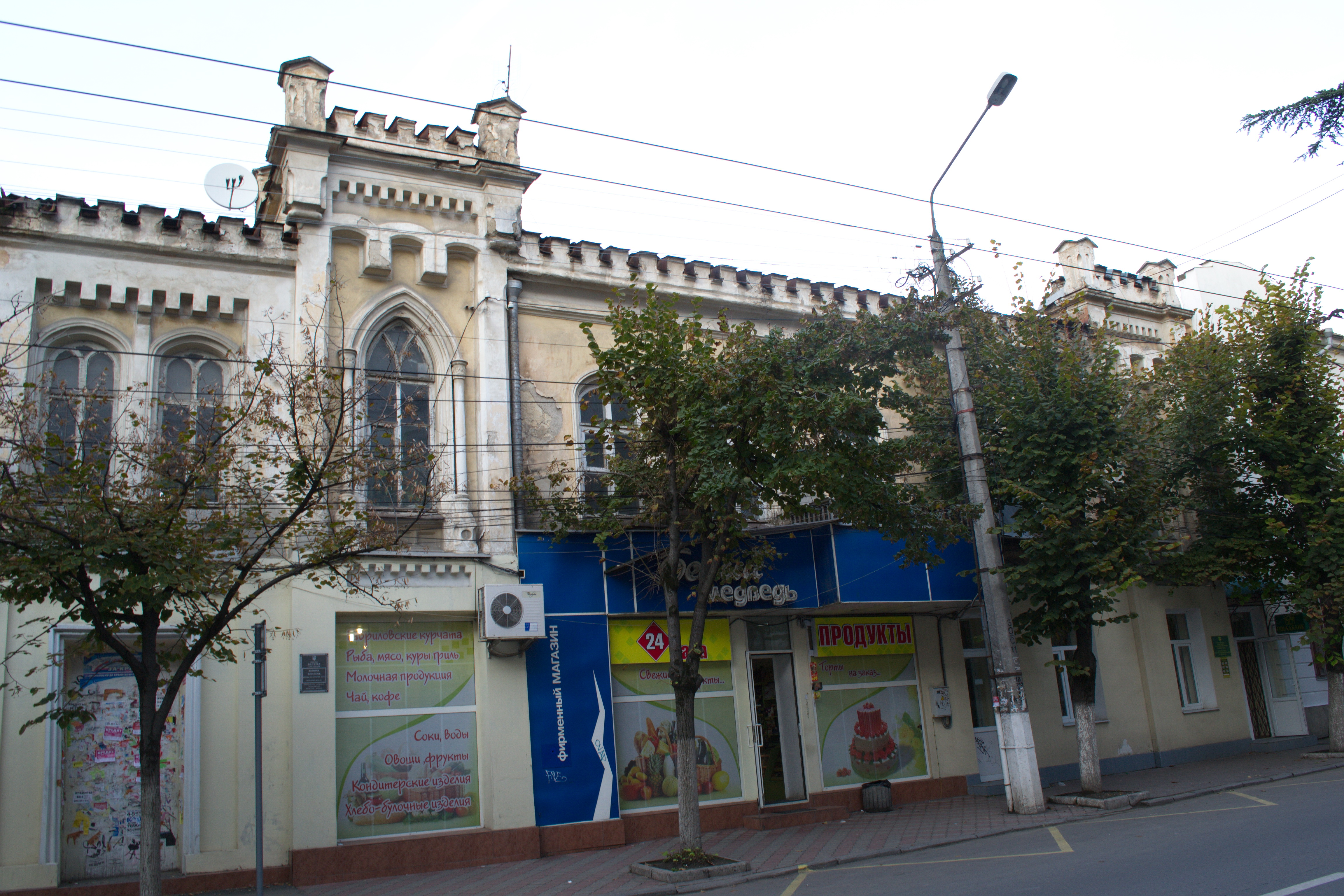
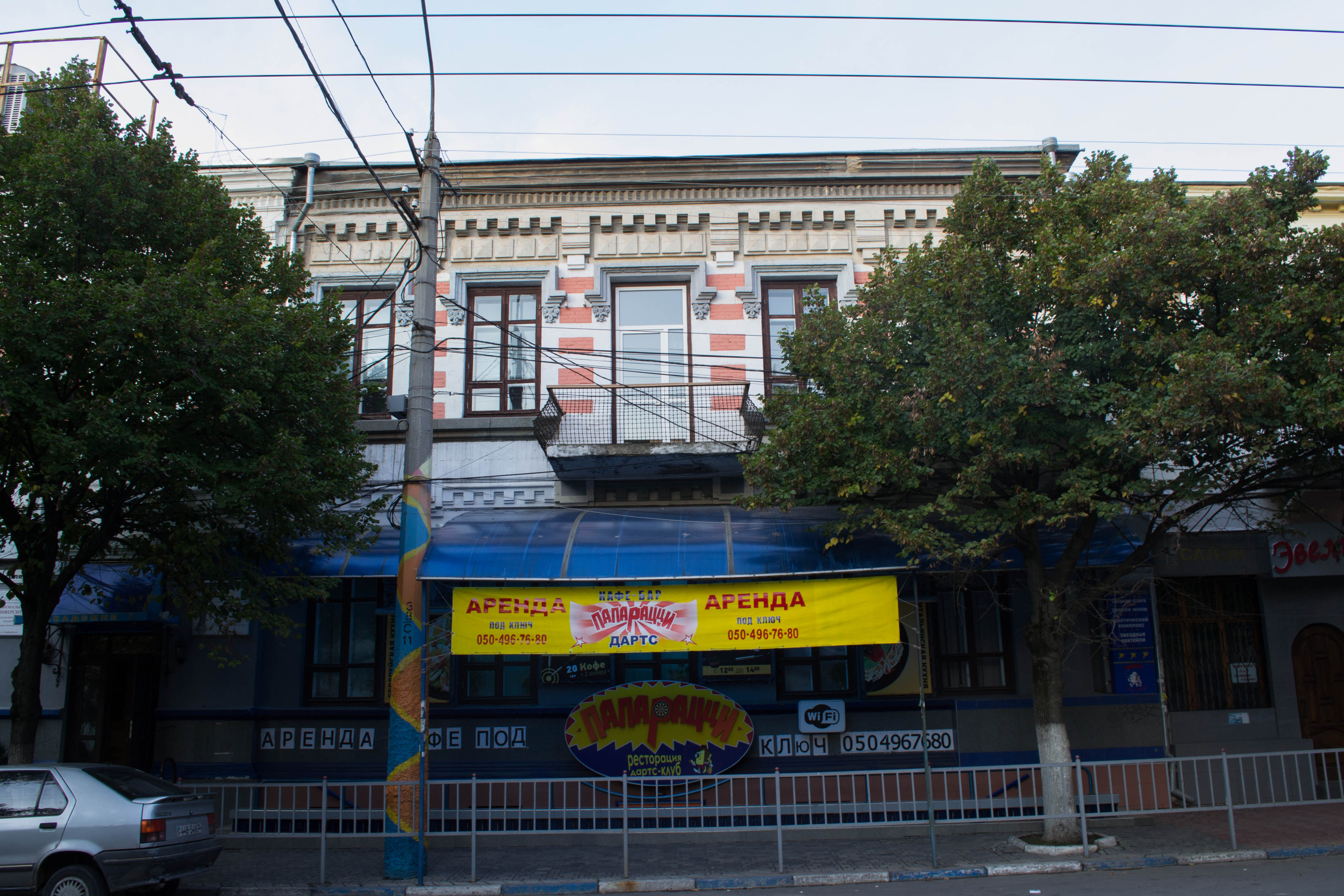
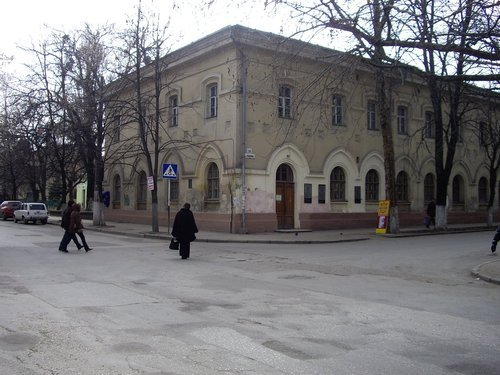
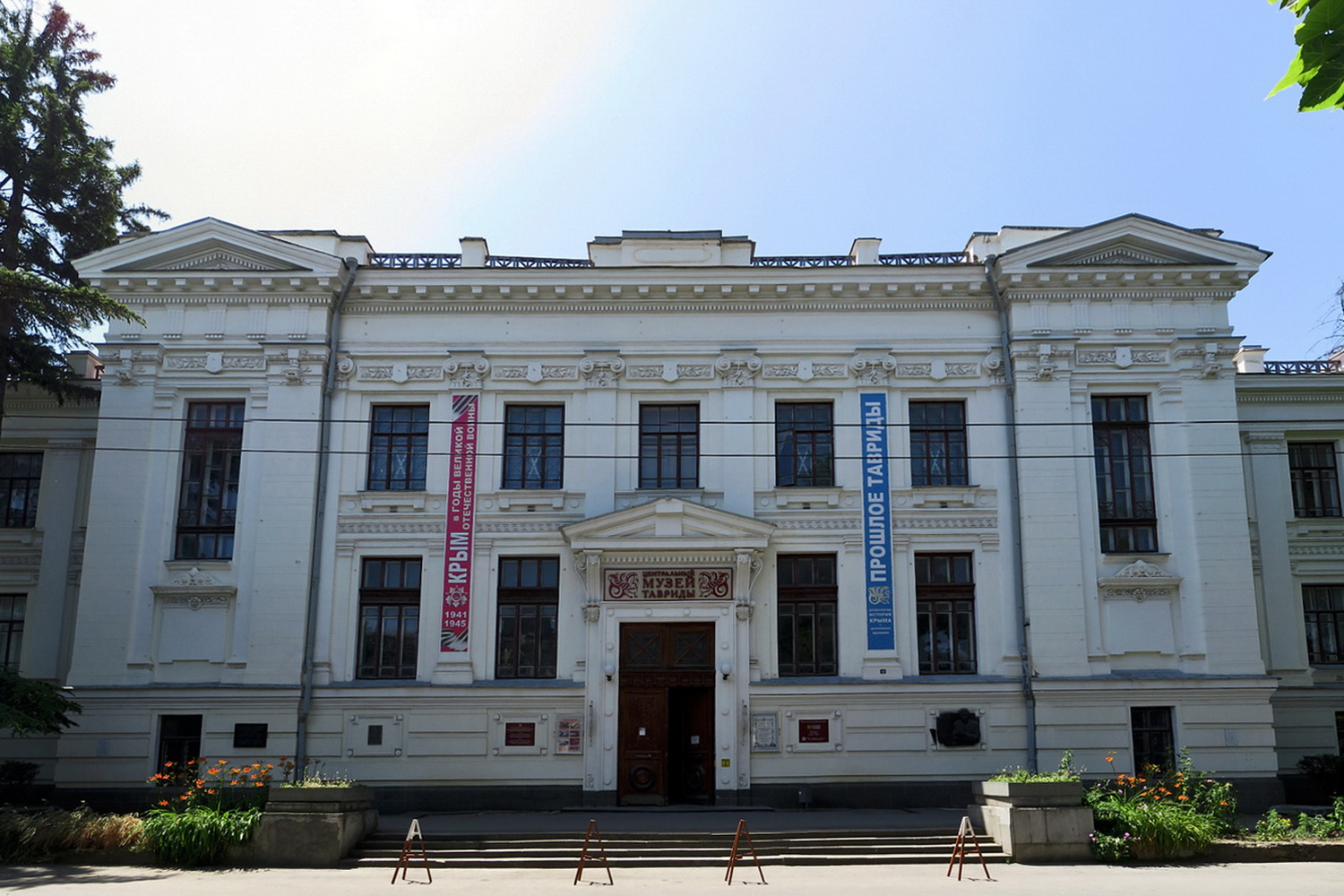
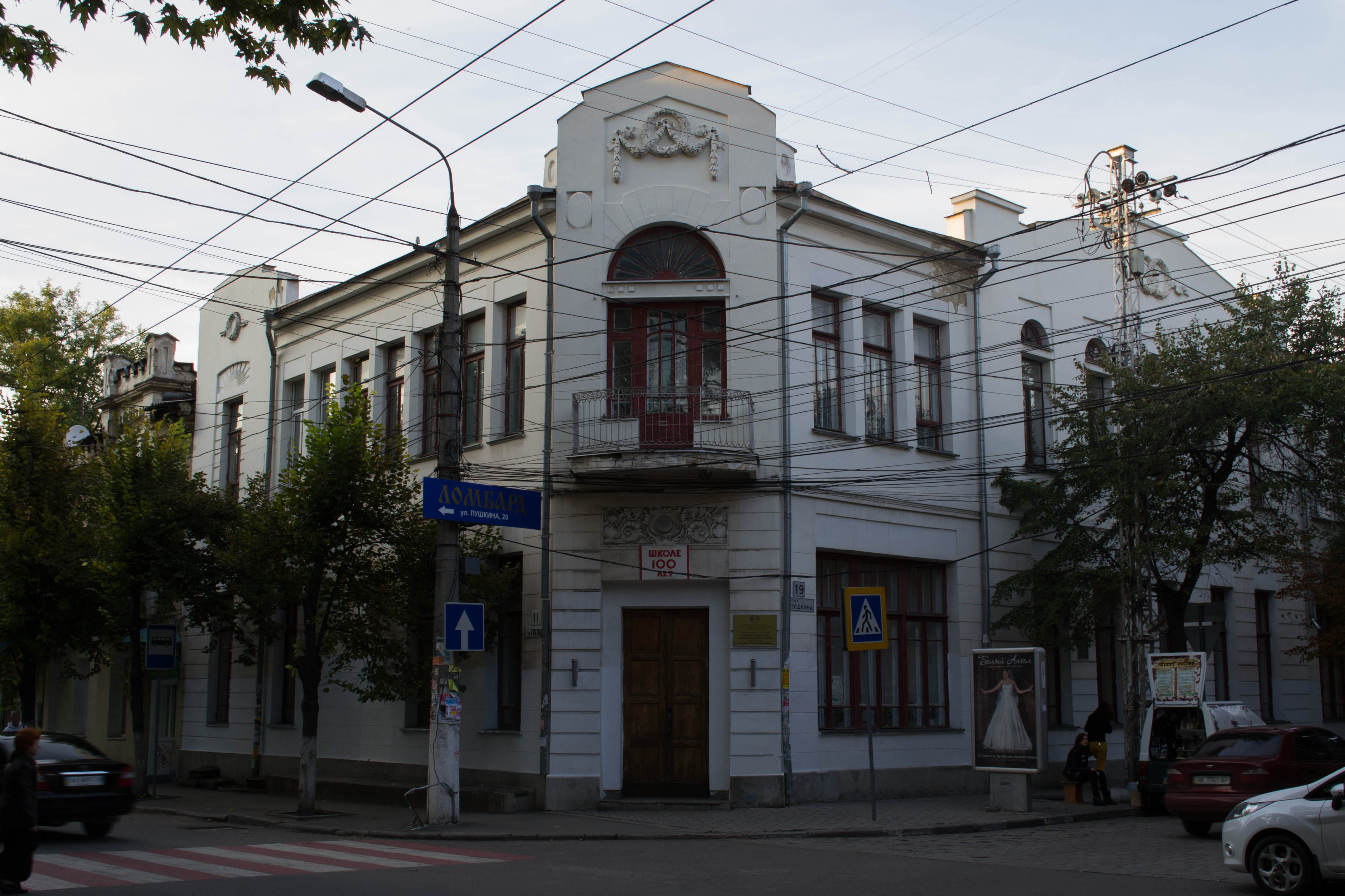

- № 49 — Бывший дом жилой

## Памятники и скульптуры
- у дома № 14 — Трансформаторная подстанция трамвайной системы Симферополя
- памятник Ополчению всех времён[5]